# Torre de Vilar de Mouros
A Torre de Vilar de Mouros é uma antiga torre demolida, da qual apenas existe o topónimo e algumas pedras reutilizadas na edificação de habitações familiares. Foi desmantelada em 1838 e a sua pedra foi utilizada nos pilares da Ponte sobre o rio Coura.
Segundo L. Figueiredo da Guerra, a torre deveria ter onze metros de face sobre oito de largura e doze ou quinze de altura. As paredes deveriam ter 1,50 metro de espessura.